# 奥尔瑟沃
奥尔瑟沃（法語：Orcevaux，法語發音：[ɔʁsəvo]）是法国上马恩省的一个市镇，属于朗格勒区。

## 地理
奥尔瑟沃（47°46'29"N, 5°16'18"E）面积4.22 平方千米，位于法国大東部大區上马恩省，该省份为法国东北部内陆省份，北起马恩省和默兹省，西接奥布省，西南接科多尔省，东南接上索恩省，东临孚日省。
与奥尔瑟沃接壤的市镇（或旧市镇、城区）包括：拜塞、布雷讷、弗拉热、下韦尔塞耶、上韦尔塞耶。

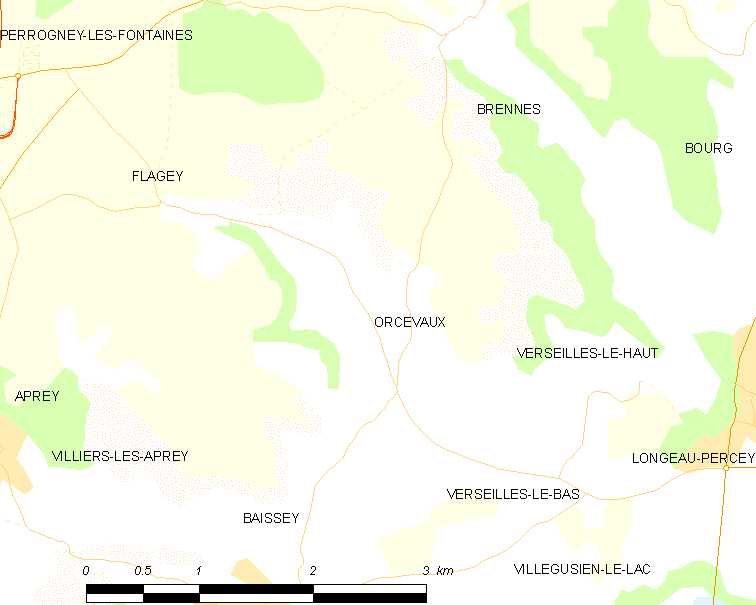
奥尔瑟沃的OSM定位图

奥尔瑟沃的时区为UTC+01:00、UTC+02:00（夏令时）。

## 行政
奥尔瑟沃的邮政编码为52250，INSEE市镇编码为52364。

## 政治
奥尔瑟沃所属的省级选区为维勒居西安勒拉克县。

## 人口

1962-2008年间奥尔瑟沃人口变化图示

奥尔瑟沃于2022年1月1日时的人口数量为96人。